# Fryštát (rozhledna)
Rozhledna Fryštát, nazývaná také Lipina, se nachází nad malým rybníčkem v areálu Golf Resort Lipiny, u soutoku říčky Stonávky s řekou Olší, ve Fryštátu, části města Karviná (okres Karviná v Moravskoslezském kraji). Architektonicky se jedná o ocelovou příhradovou konstrukci - napodobeninu těžební věže, která byla postavena v roce 2011 jako rozhledna a součást golfového areálu Karviná-Lipiny. Na vrchol lze vystoupat po vnitřním točitém schodišti na krytou plošinu ve výšce 9 metrů. Z rozhledny lze přehlédnou celé golfové hřiště a blízké okolí. Vstup na věž je omezený, avšak možný z venkovní části místní restaurace.

## Galerie

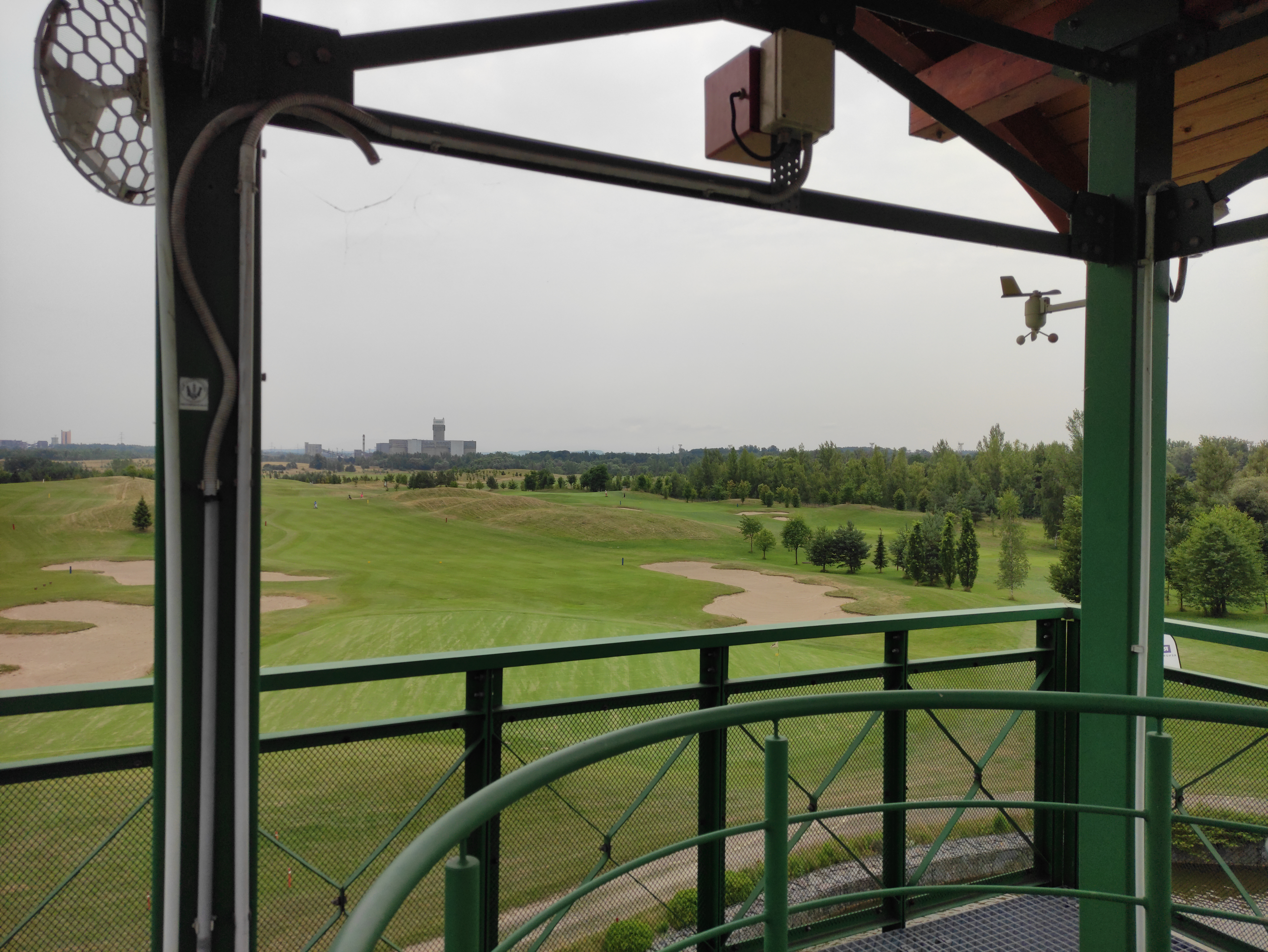
Na plošině rozhledny
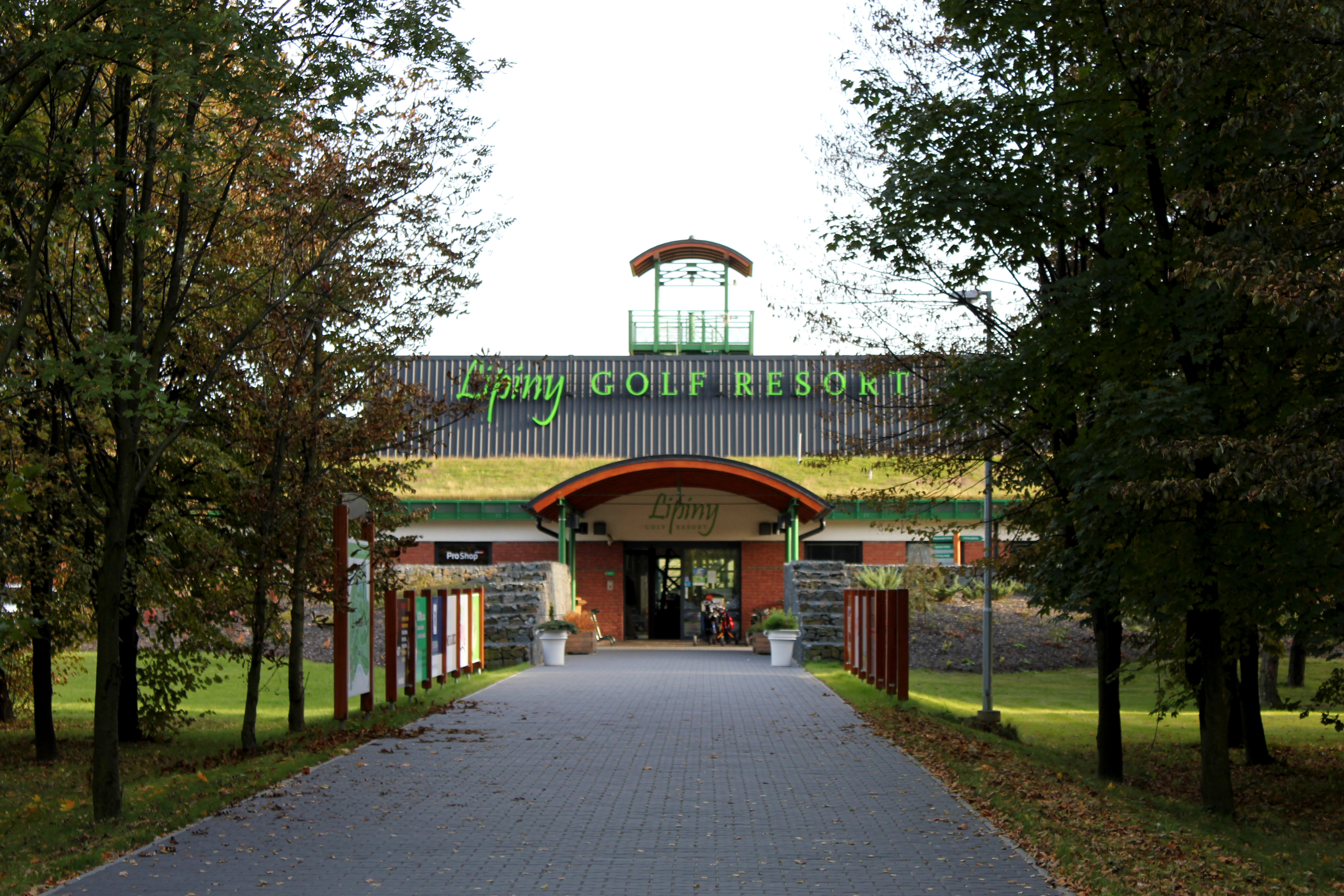